# La pesca milagrosa (Konrad Witz)
La pesca milagrosa (en alemán, Der Wunderbare Fischzug) es la obra más conocida del pintor del gótico flamenco suizo Konrad Witz. Pintada al temple sobre tabla, data del año 1444. En el marco se puede leer «Hoc opus pinxit magister conradus sapientis de basilea 1444», esto es, Esta obra fue pintada por el maestro Konrad Witz de Basilea en 1444. Mide 132 cm de alto y 154 cm de ancho. Se exhibe actualmente en el Museo de arte e historia de Ginebra (Suiza). Es un fragmento del retablo de san Pedro (Petrusaltar) que se cree que pudo estar destinado para la catedral de San Pedro en Ginebra.
Esta obra es la más conocida de su autor. En ella se representa un episodio de los Evangelios: la pesca milagrosa que aparece en el capítulo 21 del Evangelio según san Juan, versículos 4-7:

4 Cuando ya amaneció, estaba Jesús en la orilla; pero los discípulos no sabían que era Jesús.
5 Díceles Jesús: «Muchachos, ¿no tenéis pescado?» Le contestaron: «No.»
6 El les dijo: «Echad la red a la derecha de la barca y encontraréis.» La echaron, pues, y ya no podían arrastrarla por la abundancia de peces.
7 El discípulo a quien Jesús amaba dice entonces a Pedro: «Es el Señor», se puso el vestido - pues estaba desnudo - y se lanzó al mar.

En primer plano, a la derecha, aparece la figura monumental de Cristo, medio vuelto de espaldas y envuelto en una capa de intenso color rojo. Parece estar flotando por encima de las aguas, por ser un milagro ocurrido después de la Resurrección, por lo que aparece como una aparición posterior a la muerte. En segundo plano aparecen los apóstoles, en su barca, recogiendo con dificultades las redes llenas de peces. Los apóstoles están representados de manera realista, como personas normales aunque llevan halo. Se logran efectos de transparencia de las aguas a través de las finas veladuras del óleo. Detrás se ve un paisaje umbrío, en tonos verde oscuro y con el cielo grisáceo, que se pretende representar con realismo, en una de las primeras representaciones paisajísticas que pretenden ser veraces, al reflejar el lago Lemán o lago de Ginebra en calma, con gran realismo en las aguas. Es uno de los primeros cuadros occidentales que representan un paisaje perfectamente identificable. Los montes que quedan detrás son claramente reconocibles: el Salève o el Dôle que es el que queda encima de la cabeza de Cristo y tiene un perfil muy fácil de reconocer.
Se observa que las cabezas de las figuras están repintadas. Fueron dañadas durante el más intenso período de iconoclasia protestante.